# Elisabetta di Brunswick-Göttingen
Elisabetta di Brunswick-Göttingen (... – 1444) è stata una nobildonna tedesca.

Stemma dei Brunswick-Lüneburg

Era figlia di Ottone I di Brunswick-Göttingen, duca di Brunswick-Göttingen e di Margherita di Berg (1364-1442), figlia del duca Guglielmo II di Berg.

## Discendenza
Sposò Erich I di Braunschweig-Grubenhagen ed ebbero sei figli:
- Agnese (1406-1439), badessa dell'abbazia di Gandersheim
- Anna (1414-1474), sposò Alberto III di Baviera e successivamente Federico III di Brunswick-Lüneburg
- Enrico III (1416-1464), successe al padre
- Ernesto II (1418-1466), religioso
- Alberto II (1419 -1485), successe al padre
- Elisabetta, sposò Casimiro V, duca di Pomerania

## Ascendenza
|                                            |                        |                                                | Genitori                           |  |  | Nonni |  |  | Bisnonni                               |  |  | Trisnonni                             |  |
|                                            |                        |                                                |                                    |  |  |       |  |  | Alberto II, duca di Brunswick-Lüneburg |  |  | Alberto I, duca di Brunswick-Lüneburg |  |
|                                            |                        |                                                |                                    |  |  |       |  |  | Alberto II, duca di Brunswick-Lüneburg |  |  | Alberto I, duca di Brunswick-Lüneburg |  |
|                                            |                        | Alessia del Monferrato                         |                                    |  |  |       |  |  | Alberto II, duca di Brunswick-Lüneburg |  |  |                                       |  |
| Ernesto I, principe di Brunswick-Göttingen |                        |                                                |                                    |  |  |       |  |  | Alberto II, duca di Brunswick-Lüneburg |  |  |                                       |  |
|                                            |                        | Rixa di Werle-Güstrow                          | Enrico I, signore di Werle-Güstrow |  |  |       |  |  |                                        |  |  |                                       |  |
|                                            |                        | Rixa di Werle-Güstrow                          | Enrico I, signore di Werle-Güstrow |  |  |       |  |  |                                        |  |  |                                       |  |
|                                            |                        | Rixa di Werle-Güstrow                          | Rikissa Birgersdotter di Svezia    |  |  |       |  |  |                                        |  |  |                                       |  |
| Ottone I, principe di Brunswick-Göttingen  |                        | Rixa di Werle-Güstrow                          |                                    |  |  |       |  |  |                                        |  |  |                                       |  |
|                                            |                        | Enrico II, langravio d'Assia                   | Ottone I, langravio d'Assia        |  |  |       |  |  |                                        |  |  |                                       |  |
|                                            |                        | Enrico II, langravio d'Assia                   | Ottone I, langravio d'Assia        |  |  |       |  |  |                                        |  |  |                                       |  |
|                                            |                        | Enrico II, langravio d'Assia                   | Adelaide di Ravensberg             |  |  |       |  |  |                                        |  |  |                                       |  |
| Elisabetta d'Assia                         |                        | Enrico II, langravio d'Assia                   |                                    |  |  |       |  |  |                                        |  |  |                                       |  |
|                                            |                        | Elisabetta di Meißen                           | Federico I, margravio di Meißen    |  |  |       |  |  |                                        |  |  |                                       |  |
|                                            |                        | Elisabetta di Meißen                           | Federico I, margravio di Meißen    |  |  |       |  |  |                                        |  |  |                                       |  |
|                                            |                        | Elisabetta di Meißen                           | Elisabetta di Lobdeburg-Arnshaugk  |  |  |       |  |  |                                        |  |  |                                       |  |
| Elisabetta di Brunswick-Göttingen          |                        | Elisabetta di Meißen                           |                                    |  |  |       |  |  |                                        |  |  |                                       |  |
|                                            | Gerardo, conte di Berg | Guglielmo I, duca di Jülich                    |                                    |  |  |       |  |  |                                        |  |  |                                       |  |
|                                            | Gerardo, conte di Berg | Guglielmo I, duca di Jülich                    |                                    |  |  |       |  |  |                                        |  |  |                                       |  |
|                                            | Gerardo, conte di Berg | Giovanna di Hainaut                            |                                    |  |  |       |  |  |                                        |  |  |                                       |  |
| Guglielmo II, duca di Berg                 | Gerardo, conte di Berg |                                                |                                    |  |  |       |  |  |                                        |  |  |                                       |  |
|                                            |                        | Margherita di Ravensberg                       | Ottone IV, conte di Ravensberg     |  |  |       |  |  |                                        |  |  |                                       |  |
|                                            |                        | Margherita di Ravensberg                       | Ottone IV, conte di Ravensberg     |  |  |       |  |  |                                        |  |  |                                       |  |
|                                            |                        | Margherita di Ravensberg                       | Margherita di Berg-Windeck         |  |  |       |  |  |                                        |  |  |                                       |  |
| Margherita di Berg                         |                        | Margherita di Ravensberg                       |                                    |  |  |       |  |  |                                        |  |  |                                       |  |
|                                            |                        | Roberto II, elettore e conte palatino del Reno | Adolfo del Palatinato              |  |  |       |  |  |                                        |  |  |                                       |  |
|                                            |                        | Roberto II, elettore e conte palatino del Reno | Adolfo del Palatinato              |  |  |       |  |  |                                        |  |  |                                       |  |
|                                            |                        | Roberto II, elettore e conte palatino del Reno | Ermengarda di Oettingen            |  |  |       |  |  |                                        |  |  |                                       |  |
| Anna del Palatinato                        |                        | Roberto II, elettore e conte palatino del Reno |                                    |  |  |       |  |  |                                        |  |  |                                       |  |
|                                            |                        | Beatrice di Sicilia                            | Pietro II, re di Sicilia           |  |  |       |  |  |                                        |  |  |                                       |  |
|                                            |                        | Beatrice di Sicilia                            | Pietro II, re di Sicilia           |  |  |       |  |  |                                        |  |  |                                       |  |
|                                            |                        | Beatrice di Sicilia                            | Elisabetta di Carinzia             |  |  |       |  |  |                                        |  |  |                                       |  |
|                                            |                        | Beatrice di Sicilia                            |                                    |  |  |       |  |  |                                        |  |  |                                       |  |

## Fonti
- (DE) Ferdinand Spehr (1877), Erich I., Herzog von Braunschweig-Grubenhagen, Allgemeine Deutsche Biographie (ADB), 6, Leipzig: Duncker & Humblot, pp. 201–202